# 스람해

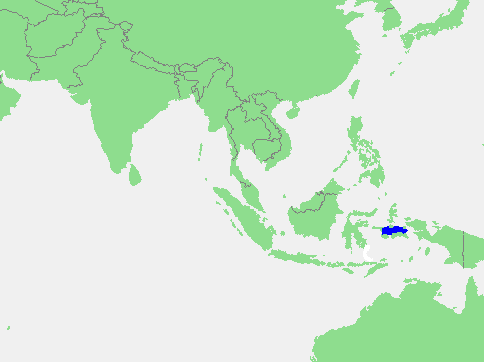
스람해의 위치

스람해(인도네시아어: Laut Seram)는 인도네시아의 바다이다. 부루섬과 스람섬 사이에 있다.